# Borscht Belt
Borscht Belt ("Fascia del Borscht") è un termine colloquiale utilizzato per definire un circuito estivo di resort e bungalow che sorgeva in una parte del territorio dei monti Catskill, nelle contee di Sullivan e Ulster, negli Stati Uniti d'America. Questa zona di villeggiatura, frequentata principalmente da ebrei, visse un periodo di massimo splendore fra il 1950 e 1960, per poi iniziare un lento declino fino al 1970, periodo in cui rimarranno aperte solo poche strutture.
Il nome "Borscht" proviene dal nome di una zuppa molto diffusa nell'Europa centrale e orientale, area da cui provenivano molti degli ebrei in vacanza.

## Storia
Verso la fine del XIX secolo le contee di Ulster e Sullivan, appartenenti alla regione dei Catskill, nel territorio di New York, iniziarono un progressivo cambiamento sociale. In questo territorio vivevano molte famiglie ebree proprietarie di aziende agricole, le quali producevano grosse quantità di latte e uova. Nel momento in cui la zona divenne più accessibile, gli abitanti sfruttarono il miglioramento dei mezzi di trasporto per dare vita a una nuova economia basata sulle vacanze dei cittadini della classe media. Da queste intuizioni imprenditoriali nacque una zona di villeggiatura che arrivò a contare 1172 hotels e 849 bungalows.
Durante le vacanze le famiglie ebree potevano vivere un processo di americanizzazione pur preservando in larga parte la loro cultura. Gli ebrei potevano andare quindi in vacanza come gli americani, ma potevano farlo parlando in Yiddish se volevano, mangiando cibo Kosher, con vari gradi di osservanza religiosa, e potendo partecipare a una vivace cultura  di umorismo, teatro e canzoni.
Le strutture dei resort ospitavano bambini e adulti di ogni classe sociale e occupazione. Anche se esisteva una differenza di status sociale collegata a una variazione del costo in base ai resort, i posti più costosi erano comunque accessibili, anche solo per un fine settimana.